# Эдазия (платформа)
Эда́зия — железнодорожная платформа на территории Жуковского района Брянской области, на перегоне Сельцо — Ржаница. Топоним происходит от эстонского «Edasi» («Вперёд»). До 1980-х гг. платформа называлась «166-й километр».
Единственный путь электрифицирован, обслуживается одной низкой боковой платформой.
Состояние хорошее. Навес имел билетную кассу, сейчас она заколочена. Ограды нет, платформа частично поднята выше.
Рядом с платформой находится железнодорожный переезд трассы Жуковка — Чернетово.
К юбилею Ф. И. Тютчева, в 2003 году, платформу собирались переименовывать в «Тютчевскую», поскольку она находится всего в 10 км от родины поэта — Овстуга. Однако переименование платформы не состоялось.